# Georg von Graben zum Stein
Georg von Graben zum (von) Stein (Stain) (* auf Schloss Stein, Kärnten; † 11. November 1595 ebenda) war ein kärntnerischer Edelmann und Herr von Stein.

## Biografie

### Familie
Georg von Graben zum Stein war der Sohn von Hans von Graben zum Stein dem Älteren, und dessen zweiter Ehegattin Margarita Manndorfferin (von Manndorff). Er hatte drei weitere Geschwister, sowie drei Halbgeschwister aus des Vaters erster Ehe mit Anna Straufen, worunter Hans von Graben zum Stein der Jüngere. Die Herren von Graben zur Linie Stein waren seit der Mitte des 15. Jahrhunderts in und um Lienz begütert und ansässig, vollzogen im Laufe des 16. Jahrhunderts einen gesellschaftlichen Abstieg hin zum niedrigen Landadel und zu lokalen landesfürstlichen Amtmännern. Ihre Eheschließungen gingen sie nicht mehr exklusiv mit altadeligen Edelleuten ein, sondern auch gelegentlich mit Patriziern, neugeadelten Gewerken als auch Handelsverwesern, Gewerbetreibenden etc. Georg von Graben zum Stein wurde erstmals 1575 genannt und war mit Kunigunde (geb. Von Gendorf, verwitwete Von Vasold) verehelicht. Aus dieser Verbindung stammten keine Kinder. Es wird aber auch eine zweite Ehefrau genannt, in einer Urkunde vom 23. März 1587 Elisabeth Kielman zu Kielmannsegg (aus dem Württembergisch-Österreichischem Geschlecht), Tochter des Andreas Kielman von Kielmansegg, kaiserlicher Hofkriegsrat und oberster Zeugmeister, aus dessen erster Ehe mit Eleonore von Taxis resp. Von Thurn und Taxis (ihr Vater Josef von Taxis, * 1506; † 21. Oktober 1555, war Postmeister zu Innsbruck). Aus Georgs weiteren Verbindung stammten keine ehelichen Leibeserben. Aus der Eingaben Betreff seines Todes durch dessen Neffen Oswald ist ersichtlich, dass dieser und wahrscheinlich auch Georg evangelischer Konfession waren.

### Herrschaft Stein

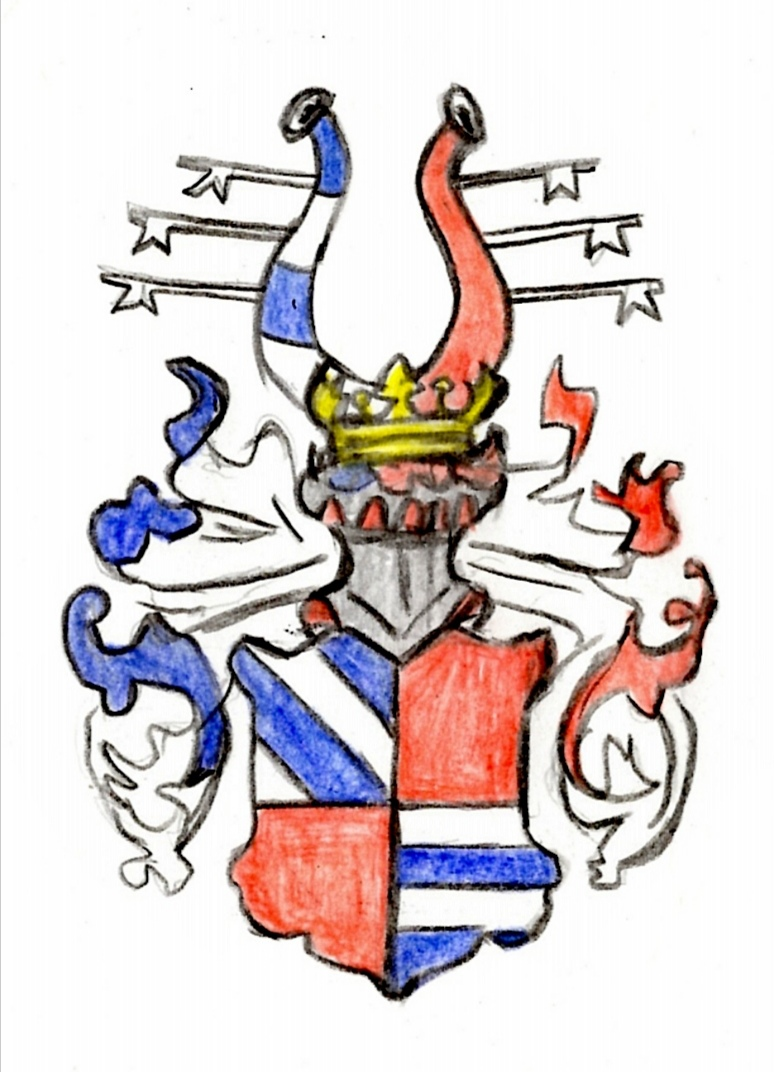
Wappen der Herren von Graben zum Stein

Georg von Graben zum Stein folgte nach des Vaters Tod 1587 gemeinsam mit seinem Halbbruder Hans von Graben zum Stein der Jüngere in der Herrschaft Stein in Kärnten nach. Diese Bewerbung fand laut einer Urkunde schon vor dem 23. März statt. Gemeinsam mit Hans erbte sie auch die väterlichen Güter in und um Lienz, wobei der Ansitz Graben in der Hans von Graben Gasse zu nennen ist, sowie darüber hinaus eventuell Besitz in und um Toblach (Südtirol). Mit genannter Urkunde vom 23. März 1587 bewilligte Erzherzog Ferdinand II., dass Georg das Heiratsvermächtnis seiner Ehefrau Elisabeth Kielman zu Kielmannsegg – Tochter des Andreas Kielman von Kielmansegg, kaiserlicher Hofkriegsrat und oberster Zeugmeister – auf das Schloss Stein verweisen und versichern dürfte. Dies wurde ihm seitens des Erzherzogs ausdrücklich aufgrund seiner großen Dienste und Kriegsdienste gewährt, da er außer den landesfürstlichen Lehen nur geringe Eigengüter besaß. 1589 erhielt Georg seitens Kaiser Rudolfs II. Teile der Lehensgüter der abgestorbenen Familie der Rainer zu Rain in Kärnten, genauer gesagt die seines weitschichtigen Verwandten Haymeran von Rain zu Sommeregg und dessen Sohn Bernhard, zu Lehen. Es handelte sich hierbei um Güter, welche die Rain mittels der Ehe von Haymeran mit Rosina von Graben von Rain durch Georgs Urgroßonkel Ernst von Graben erlangten. Diese Vorelterlichen Stücke umfassten Güter und Güteln bei Obervellach und waren schon zuvor 1587 Georgs Vater Hans verliehen worden. Als Hans 1593 verstarb, trat Georg als alleiniger Herrschaftsinhaber von Stein auf. Nach seinem kinderlosen Tod, genauer formuliert: ohne eheliche Leibeserben, bat Hansens jüngster Sohn aus erster Ehe, Oswald von Graben zum Stein um die Verleihung der Herrschaft Stein an ihn. Die Verleihung zögerte sich ohne bekannte Gründe über Jahre hinaus, nach diversen Lehensurlauben wurde ihm Stein erst mit der Urkunde vom 17. Juni 1605 zugesprochen, als dieser die Lehenspflicht leistete.